# Ernest van den Driessche
Ernest van den Driessche (1894-1985) fue un pintor belga nacido en Eine, cerca de Oudenaarde.
La obra de Ernest van den Driessche se enmarca dentro de la figuración naïve de los pintores belgas, aunque su técnica es claramente heredera de los pintores flamencos costumbristas que influyeron en su formación. Su obra se expuso en numerosas ocasiones en Bruselas, Hasselt, Luik, Bratislava (1966, 1969), Zagreb (1970). Fue un pintor muy querido en su entorno geográfico, Assenede, Gante, Lokeren, Oudenaarde, Wagerem, Verviers, París, y su obra se encuentra presente en numerosos museos belgas.

## Estilo y obra
La riqueza de dibujos y pinturas de Ernest Van den Driessche suelen estar relacionada con una interpretación onírica de la realidad. Su pintura se caracteriza por una interacción entre la realidad y la imaginación, dando como resultado una gran riqueza de elementos que aparece muy pormenorizada e individualizada durante la madurez.
Entre sus temáticas habituales destacan la familia, las fiestas populares, las leyendas y lo sacro, sobresaliendo en esta sección las historias bíblicas y religiosas. Todo ello da lugar a una unidad narrativa que no está exenta de una interpretación personal de la realidad que es poco común en la pintura del período en su entorno geográfico. Muestra de ello es el hecho de que en su pintura de emadurez rara vez faltan las personas, siendo estas de una gran importancia para conformar un paisaje urbano o rural. 
Van den Driessche pintó de manera instintiva y su obra es un fiel reflejo de la tradición popular del mundo rural belga.